# Ceropegia anjanerica
Ceropegia anjanerica là một loài thực vật có hoa trong họ La bố ma. Loài này được Malpure, M.Y.Kamble & S.R.Yadav mô tả khoa học đầu tiên năm 2006.